# Скуоле (Ређо Емилија)
Скуоле је насеље у Италији у округу Ређо Емилија, региону Емилија-Ромања.
Према процени из 2011. у насељу је живело 56 становника. Насеље се налази на надморској висини од 302 м.